# Tommaso Aldrovandini
Pour les articles homonymes, voir Aldrovandini.

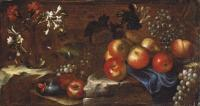
Nature morte de fruits et fleurs

Tommaso Aldrovandini  (Bologne, 1653 - 1736) est un peintre italien des XVIIe et XVIIIe siècles.

## Biographie
Tomasso Aldrovandini a peint principalement des vues en perspective architectonique  (dite quadratura). Il participa à de grands projets de peintures de Marcantonio Franceschini et Carlo Cignani. Il décora des églises, des palais et théâtres à Forli, Vérone, Venise, Parme, Turin, Ferrare, Gênes et surtout dans sa ville natale.

## Œuvres
- Fresques (1729), Palais Durazzo-Pallavicini, Gênes